# Moquíhuix
Moquíhuix (del náhuatl: moquihuinti, "hincharse por ebriedad"; ixtli, "rostro". Rostro hinchado.) (1428?-1473), también aparece escrito su nombre como Moquihuixtli, Moquihuixtzin o Moquihuixteuctli. Fue el quinto Tlatoani de Tlatelolco y último de la dinastía fundada por Epcoatzin; sucedió en el poder a su sobrino Cuauhtlatoa iniciando su gobierno en 1460. 
Era hijo de Tlacateotl pero no de su esposa principal (Chalchiuhxochitzin), sino de una concubina princesa de Cuauhtinchan, llamada Atepexotzin. Moquihuix estaba casado con Chalchiuhnenetzin, hermana menor del gobernante Tenochca Axayácatl.

## Reinado
En 1460 muere Cuauhtlatoa señor de Tlatelolco, su lugar es ocupado por el soberbio Moquihuixtli Tzompanteuctli en 13-ozomatli.
En 1461 la Triple Alianza incursiona en Atezcahuacan, Cuahtochan y Cohuaixtlahuacan. Para 1463 conquistan Cuauhtochco (Huatusco de Chicuéllar, Ver.), Cuetlaxtlan donde sobresale su capitán general Moquihuix. En 1464 de forma coordinada Tenochtitlan, Tlatelolco y Tetzcoco lanzan la ofensiva para finalmente terminar con la confederación de Chalco, con la que ya tenían 20 años peleando. Consumarán la conquista de la zona para 1465. En 1466 desde la región de los volcanes someten lo que se convertirá en la provincia tributaria de Tepeyacac (Tepeaca, Puebla), con lo que logran rodear a la alianza tlaxcalteca. 
En 1473 durante la veintena de Hueyi Tecuilhuitl (a partir del 13 de julio) estalló la guerra de Tlatelolco con sus vecinos de México-Tenochtitlán, a pesar del prestigio que los ejércitos tlatelolcas habían obtenido, su poder no pudo compararse con el de los tenochcas que ya eran la mayor potencia de la Cuenca de México. Las fuentes mencionan desde problemas familiares entre los gobernantes hasta cuestiones religiosas, lo más viable sería la riqueza y poder que acumulaba Tlatelolco por tener el control comercial, que poco a poco iba superando en importancia a Tenochtitlan. Moquíhuix no pudo obtener el apoyo de otras ciudades enemigas de los tenochcas y tuvo que enfrentar sólo a sus enemigos liderados por Axayácatl, Moquíhuix murió el día 5-quiyahuitl que fue el 28 de julio, cuando el último reducto de la resistencia tlatelolca, su Templo Mayor, fue tomado por los tenochcas y él cayó desde lo alto del templo, las fuentes indican que o bien pudo haberse suicidado o haber sido arrojado por Axayácatl. Con esta derrota México-Tlatelolco se convirtió en tributario de Tenochtitlan y no volvieron a tener un gobernante propio hasta que en 1515 los mexicas nombraron a Cuauhtémoc como señor de la ciudad.

## Testimonios de su época
Una urna funeraria que pueden pertenecer a Moquihuix se encontró en 1978 en el Templo Mayor de Tenochtitlan, cerca de la piedra de Coyolxauhqui.
| Predecesor: Cuauhtlatoa | Tlatoani de Tlatelolco 1460 – 1473 | Sucesor: Itzquauhtzin |